# عمر سينيور
عمر سينيور (بالعبرية: עומר סניור‏) هو لاعب كرة قدم بولندي وإسرائيلي في مركز الهجوم، ولد في 2003. لعب مع اتحاد إسرائيل لكرة القدم وهابوعيل تل أبيب.